# Mica sirenă: Începuturile lui Ariel
Mica sirenă: Începuturile lui Ariel (engleză The Little Mermaid: Ariel's Beginning) este un film de animație. Este prologul filmului Mica sirenă din 1989. Mica sirenă: Începuturile lui Ariel este regizat de Peggy Holmes și fost lansat de Walt Disney Studios Home Entertainment la 26 august 2008 în Statele Unite.